# Paul Samuelson
Paul Samuelson (Gary, Indiana, 15. svibnja 1915. – Belmont, Massachusetts, 13. prosinca 2009.), američki ekonomist.

## Obrazovanje i nagrade
Diplomirao je na Sveučilištu u Chicagu 1935. godine. Magistrirao je na istom sveučilištu 1936. godine, a doktorirao na području filozofije 1941. godine na Harvardu. Bio je član mnogih udruženja (Vijeća za društvena istraživanja, Zaklade Ford). Primio je počasne doktorate na Sveučilištu u Chicagu i Sveučilištu Oberlin 1961. godine, Sveučilištu Indiana i Sveučilištu East Anglia u 1966. godini. Primio je nagradu David A. Wells 1941. godine i 1947. godine priznanje John Bates Clark koje mu je dodijelilo Američko ekonomsko udruženje (American Economic Association).

## Djela
Njegovo prvo značajno djelo, Foundations of Economic Analysis (Osnove ekonomske analize) objavljeno je 1947. godine. U njemu je demonstrirao korištenje matematičkih metoda pri istraživanjima ekonomskih problema. Njegovo djelo Economics: An Introductory Analysis (Ekonomika - uvodna analiza, 1948.), postala je najbolje prodavana knjiga na području ekonomije svih vremena. Knjiga je prodana u više od milijun primjeraka i prevedena na više jezika. Posljednje izdanje knjige bilo je 1992., koje je profesor Sameulson napisao zajedno s W. D. Nordhausom, i obuhvaća makroekonomske i mikroekonomske probleme društva te razvoj ekonomske misli. Knjiga Linear Programming and Economic Analysis (Linearno programiranje i ekonomska analiza, 1958.) koju je napisao u suradnji s Robertom Dorfmanom i Robertom Solowom prikazuje kako se principi matematičke ekonomije primjenjuju na praktičnim problemima međunarodne ekonomije, transporta, marketinga, problemima proizvodnje i konkurentnosti. Na MIT je došao kao predavač 1940. godine. Od 1944. bio je djelatnik Radiation Laboratory te je od 1945. godine radio kao izvanredni profesor predmeta – međunarodni ekonomski odnosi na Fletcherovoj školi prava i diplomacije. Redovnim profesorom na MIT-u postao je 1947. godine. Profesor Samuelson često je radio kao savjetnik. Od 1941. do 1943. u Odboru za upravljanje nacionalnim resursima (zadužen za planiranje nastavka pune zaposlenosti za vrijeme rata); u Odboru za ratnu proizvodnju i Uredu za ratnu mobilizaciju i obnovu tijekom 1945. (ekonomski i opći plan); u Riznici Sjedinjenih Američkih Država od 1945. od 1952.; u Uredu za proračun, 1952.; u Savjetodavno-istraživackom odboru Komisije predsjednikovih državnih ciljeva (The Research Advisory Panel to the President's National Goals Commission), 1959. – 1960.; u Savjetodavnom odboru za ekonomski razvoj (The ResearchAdvisory Board Committee for Economic Development), 1960. Bio je član Nacionalne grupe za ekonomsko obrazovanje (The National Task Forceon Economic Education), 1960. – 1961. i radio kao konzultant za Rand Corporation od 1949. Neslužbeni savjetnik Riznice Sjedinjenih Američkih Država i Odbora gospodarskih savjetnika (The Council of Economic Advisors). 
Bio je ekonomski savjetnik senatoru, kandidatu i kasnije izabranom predsjedniku Kennedyju te je 1961. bio autor Izvještaja o stanju američkog gospodarstva (January 5, 1961. Samuelson Report on the State of the American Economy to President; Kennedy). Njegovo savjetovanje vlade donijelo mu je prepoznatljivost kao ekonomskog savjetnika te je 1965. odabran za predsjednika Međunarodnog gospodarskog udruženja.
Profesor Samuelson bio je aktivan u mnogim organizacijama. Član je Američke akademije znanosti i umjetnosti, Američkog filozofskog udruženja i Britanske akademije; član je i bivši predsjednik (1961.) Medunorodnog gospodarskog udruženja; član je i bivši predsjednik (1951.) Ekonometrijskog društva; član vijeća i potpredsjednik Gospodarskog društva. Profesor Samuelson objavio je brojne radove u časopisima i zbornicima koji su prikupljeni u djelu Collected Scientifte Papers (Sabrane znanstvene rasprave).
Dobitnik je Nobelove nagrade za ekonomiju 1970. godine za ukupni teorijski rad i osobito za doprinose unapređenju razine znanstvene analize u ekonomskoj znanosti.